# Rally de las Dos Cataluñas
El Rally de las Dos Cataluñas, también conocida como Rally Perpiñan-Barcelona, fue una prueba de rally organizada por el RACC entre 1960 y 1965 en Cataluña, aunque su recorrido se realizaba entre localidades de Barcelona (España) y Perpiñán (Francia). El itinerario por tierras francesas se encargaba el A.S. Automobile Club du Rousillon. Fue puntuable para el campeonato de Cataluña, de España y de Francia, y a pesar de su corta existencia, solo seis ediciones, alcanzó gran popularidad en su época y solía contar con muchos pilotos inscritos, tanto españoles como extranjeros, especialmente franceses. Fue además válida para el, por entonces, prestigioso trofeo Challenge Shell.

## Historia
La primera edición se realizó entre el 22 y el 23 de octubre de 1960. Los participantes salían de Perpiñán con destino a Barcelona en una primera fase, sobre un itinerario mixto que combinaba tramos de regularidad y dos de velocidad situados estos en Col de Saint Louis y en Flor de Maig. Veintisiete equipos tomaron parte, entre los cuales destacó el español Víctor Sagi con un BMW 700 que se proclamó primer vencedor de la prueba. Se presentaron muy pocos equipos franceses al coincindir tres carreras en las mismas fechas y por los prejuicios que tenían hacía el estado de las carreteras españolas. El podio lo completaron la pareja francesa formada por Pierre Roueylou y André Parayre a bordo de un Alfa Romeo TI y los madrileños Gerardo de Andrés y Javier Ruiz, con idéntica montura que el ganador. La cuarta plaza fue a parar a Guillermo Bas «Milano» y Francisco Prat con un Renault Dauphine, primeros en la clasificación con un vehículo de fabricación nacional. El también español, Juan Fernández que participaba con un BMW 700 no pudo terminar al rompérsele el cambio. 
La segunda edición se realizó entre 21 y el 22 de octubre y el recorrido de 840 km se realizó al revés, la salida se situó en el parque de Montjuic y la meta en Perpiñán. Fue puntuable para los campeonatos de Cataluña, Francia y los campeonatos du Midi y du Sud-Ouest. El vencedor en la categoría de turismos fue Estanislao Reverter con Oscar Caprotti de copiloto, ambos en un BMW 700 Coupé, mientras que en GT la victoria fue para Víctor Sagi, esta vez con un Porsche 356 Carrera.
La tercera edición se llevó a cabo el 27 de octubre de 1962, con un recorrido de 961 km de nuevo cambiando el sentido, por lo que la salida se realizó en suelo francés. 63 participantes se dieron cita en Perpiñán con amplia presencia extranjera. La Plaza Marqués de Foronda (Barcelona) fue el escenario para la meta, donde llegaron primeros la pareja francesa formada por Robert Wybo y Jean-François Sepentir con un Renault Dauphine 1093 mientras que el segundo puesto fue para Jorge Palau con un Fiat Abarth 850. 
La fecha para la cuarta edición fue de nuevo en octubre, el día 26, con salida desde la ciudad condal donde partieron cincuenta participantes, españoles, franceses y portugueses, con destino esta vez a Canet Plage. Estanislao Reverter repitió triunfo de nuevo con Oscar Caprotti de copiloto, esta vez a los mandos de un Ford Cortina Lotus. Segundo fueron los franceses Tomas-De Prat con un Jaguar 3800 y tercera la francesa Claudine Bouchet con un Citroën DS 19. 
En la quinta edición, celebrada entre el 24 y el 25 de octubre, se repitieron los cincuenta equipos inscritos esta vez, continuando la tradición con salida en Francia y la meta en España, en el circuito de Montjuic. Tras superar una dura pruebas con nieve y frío el vencedor fue Jaime Juncosa Jr. a los mandos de un Fiat Abarth. Segundo fue el Alpine A110 del francés Robert Wybo.
La sexta y última edición partió desde Montjuic el día 23 de octubre de 1965 con destino a la Place du Catalogne en Perpiñán. Se superaron el récord de inscritos, alcanzando la cifra de 71 pilotos, de los que cuarenta se retiraron antes de llegar a la meta debido a la dureza del recorrido de 750 km. La victoria fue para el francés Mauro Bianchi y su copiloto Claude Perramond, con un Alpine A-110. El podio lo completaron el belga Willy Mairesse (Alfa Romeo Giulia Sprint GTA) y Sylvain Garant (Ferrari 250 GTO). El mejor español fue Jaime Juncosa Jr. que se clasificó noveno con su Fiat Abarth 1000. La mala organización con varios problemas de cronometraje, produjo durante el reparto de premios el cambio del primer puesto. Mairesse tuvo que ceder su puesto a Bianchi. Esto provocó que la prueba no se volviese a realizar.
Ya en el siglo XXI, el RACC realizó el Rally Cataluña Histórico con el sobrenombre de «Trofeu Deus Catalunyes» en mención a la prueba de los años 60.

## Palmarés
| Año  | Edición                         | Piloto              | Copiloto                 | Automóvil                          | Series            |
| ---- | ------------------------------- | ------------------- | ------------------------ | ---------------------------------- | ----------------- |
| 1960 | 1.º Rallye Perpiñán-Barcelona   | Víctor Sagi         | Antonio Agramunt         | BMW 700 C                          | España            |
| 1961 | 2.º Rallye de las Dos Cataluñas | Estanislao Reverter | Óscar Caprotti           | BMW 700 C (Turismo)                | Francia, Cataluña |
| 1961 | 2.º Rallye de las Dos Cataluñas | Víctor Sagi         | Antonio Agramunt         | Porsche 356 Carrera (Gran turismo) | Francia, Cataluña |
| 1962 | 3.º Rallye de las Dos Cataluñas | Robert Wybo         | Jean-François Serpentier | Renault Dauphine                   | España, Francia   |
| 1963 | 4.º Rallye de las Dos Cataluñas | Estanislao Reverter | Óscar Caprotti           | Ford Cortina Lotus                 | España, Francia   |
| 1964 | 5.º Rallye de las Dos Cataluñas | Jaime Juncosa Jr.   | Artemi Eche              | Fiat Abarth                        | España            |
| 1965 | 6.º Rallye de las Dos Cataluñas | Mauro Bianchi       | Claude Perramond         | Alpine Renault A110                |                   |